# MIFA Mitteldeutsche Fahrradwerke
Die Zweirad Union e-Mobility GmbH, vor allem unter ihrem früheren Namen MIFA Mitteldeutsche Fahrradwerke bekannt, ist ein deutscher Fahrradhersteller in Sangerhausen (Sachsen-Anhalt).
Der auf eine Gründung aus dem Jahr 1907 zurückgehende Betrieb erreichte in den 1920er Jahren große Bekanntheit über Erfolge im Radrennsport. Während der beiden Weltkriege stellte das Unternehmen jeweils vollständig von Fahrrädern auf Rüstungsgüter um. Nach Ende des Zweiten Weltkriegs wurde der Bau von Fahrrädern durch die Fahrradwerke Mifa der Sowjetischen Aktiengesellschaft „Awtowelo“ wieder aufgenommen, aus der 1950 der VEB MIFA-Werk Sangerhausen hervorging. Ab Gründung der Deutschen Demokratischen Republik bis zur Übernahme durch die Treuhandanstalt im Jahr 1990 wurden mehr als neun Millionen Fahrräder ausgeliefert, davon etwa 1,5 Millionen der umgangssprachlich auch „Minirad“ genannten Klappräder. Auf dem Weltmarkt war der unter der Abkürzung MDF ab 1990 weitergeführte Betrieb aber nicht konkurrenzfähig. Ein 1993 nach Erwerb von Maschinen und Lagerbeständen durch zwei Investoren aus der Schweiz versuchter Neustart als Fahrradtechnik Sangerhausen GmbH scheiterte nach zwei Jahren.
Im Jahr 1996 erwarben Peter Wicht und Michael Lehmann die Mehrheit der Auffanggesellschaft, änderten den Namen in MIFA Mitteldeutsche Fahrradwerke GmbH und brachten sie 2004 als MIFA Mitteldeutsche Fahrradwerke AG an die Börse. Ab 2011 wurde die Produktpalette durch Zukäufe um zahlreiche Marken erweitert. Mit mehr als 500 Mitarbeitern und einer Jahresproduktion von 400.000 Fahrrädern galt der Betrieb 2013 als größter Arbeitgeber im Südharz. Das Unternehmen geriet jedoch 2014 in Schwierigkeiten. Auf einen Abbruch der Verhandlungen mit der indischen Hero Cycles, die zunächst angekündigt hatte, die Mehrheit der Aktien zu übernehmen, folgte die Insolvenz. Trotz Einstiegs der Familie um den Unternehmer Heinrich von Nathusius im Dezember 2014 und nachfolgend umfangreicher Investitionen war die inzwischen als MIFA-Bike Gesellschaft mbH eingetragene Firma im Januar 2017 erneut zahlungsunfähig. Im Juli 2017 wurde bekannt, dass die Fahrradproduktion verkauft und als Sachsenring Bike Manufaktur weitergeführt wird.
Am 17. November 2020 meldete dieses Unternehmen Insolvenz an. Die Fahrradproduktion wird von der neu gegründeten Zweirad Union e-Mobility am alten MIFA-Standort fortgesetzt.

## Geschichte

Historische Logos

### Mitteldeutsche Fahrradwerke G.m.b.H. (1907–1945)
Die ursprüngliche Fahrradfabrik wurde von Emil Schütze und Emil Hesse (1873–1936) im Jahr 1907 gegründet. Der Geschäftsmann Emil Schütze war gelernter Uhrmacher und führte seit Ende des 19. Jahrhunderts in Sangerhausen ein Ladengeschäft in der Kylischen Straße 28. Neben Uhren, optischen Geräten, Nähmaschinen und Musikwerken verkaufte er auch Fahrräder von verschiedenen Herstellern. Für sein neues Geschäft suchte er nach einem Spezialisten im Fahrradbau und wurde in Emil Hesse aus Rötha fündig, der zuvor als Fahrradtechniker in Johann Puchs STYRIA Fahrradfabrik bzw. Styria-Dürkopp Werke (SDW) in Graz gearbeitet hatte. Schon nach nur einem Jahr fertigte das Unternehmen mit 35 Mitarbeitern bereits eine Jahresproduktion von 1000 Fahrrädern, die zunächst unter den Markennamen „Barbarossa“ und „Million“, ab 1912 schließlich unter der Marke „Mifa“ in den Handel kamen. Bis 1913 konnte die Produktion auf 4000 Stück pro Jahr gesteigert werden. Während des Ersten Weltkriegs verlegte man die Produktion jedoch von Fahrrädern auf Granaten.
Erst nach Ausscheiden des Gründers Emil Schütze und mit dem Einstieg des Berliner Geschäftsmanns Lihmann als Investor wurde die Fahrradproduktion 1920 wieder aufgenommen. 1921 kamen als Gesellschafter die Kaufleute Guggenheimer, Karstedt und Höfling aus Berlin hinzu, bis das Unternehmen im Jahr 1925 schließlich in den Besitz der Berliner Druckerei Huck überging. Der im gleichen Jahr nochmal verstärkte Ausbau der Produktionsstätte und die Einführung der Fließbandmontage ermöglichte die Produktion von 79.000 Fahrrädern mit etwa 700 Angestellten im Jahr 1927. Gleichzeitig stellte das Unternehmen im Vertrieb vom Einzelhandel auf ein System aus über 200 Verkaufsstellen und Direktvertrieb mit Versand ab Werk um. Bei Händlern machte sich das Unternehmen damit massiv unbeliebt, umso mehr, als auch andere Anbieter bald ihrem Beispiel folgten, darunter auch Marktführer Opel. Motor des Geschäfts in diesen Jahren war der Rennsport. Mifa setzte stark auf Werbung und unterhielt daher ab 1925 einen eigenen Rennstall. Der italienische Weltmeister Alfredo Binda, der Schweizer Heiri Suter sowie die deutschen Fahrer Bruno und Rudolf Wolke waren auf Fahrrädern des Unternehmens im Radsportteam MIFA erfolgreich. Die besten Rennräder der unter Vertrag genommenen Berufsrennfahrer wurden jeweils als „Meisterschaftsmodell“ bezeichnet und entwickelten sich zu Verkaufserfolgen.
Die 1930er Jahre brachten einen Niedergang. Neben den Folgen der Weltwirtschaftskrise führten auch Einschränkungen durch die Wirtschaftspolitik der Nationalsozialisten zum Zusammenbruch des Direktvertriebs. Die Produktion sank auf 20.000 Fahrräder jährlich. Nach dem Tod des Mitgründers Emil Hesse im Jahr 1936, der bis zuletzt als Werksleiter für das Unternehmen tätig gewesen war, übernahm sein Sohn Otto (1899–1979) die Betriebsleitung.
Schon 1937 wurde ein Sprengstofflager auf dem Gelände eingerichtet und neben Fahrrädern auch Munition produziert. 1939 wurde die Fahrradproduktion schließlich eingestellt und vollständig auf Kriegswirtschaft umgestellt (u. a. Leitwerke für Junkers-Flugzeuge). Unter Einsatz von sogenannten Fremdarbeitern aus der Sowjetunion, Frankreich und Italien fertigte Mifa neben Granatzündern bald auch Kabelverlegewagen für Nachrichtentruppen und Transportkarren zur Beförderung von Verwundeten.

### Fahrradwerke Mifa der Sowjetischen Aktiengesellschaft „Awtowelo“ (1945–1949)
Am 12. April 1945 marschierten zunächst die US-amerikanischen Streitkräfte in Sangerhausen ein und verwendeten die Fertigungsanlagen der Mifa, um ihre Ausrüstung zu reparieren. Im Juli 1945 folgte die Rote Armee, die den Betrieb zeitnah genehmigte. Zunächst wurden aus dem von der Rüstungsproduktion übrig gebliebenen Aluminium Feuerzeuge und Lockenwickler hergestellt, auf Bestellung wurden aber auch Ofenrohre und verschiedene andere Teile gefertigt. Die Produktion zweirädriger Karren wurde im August aufgenommen und bis Oktober 1945 konnten 743 Mifa-Karren fertiggestellt werden, die teilweise noch Jahrzehnte in Sangerhausen im Einsatz waren.
Nach entschädigungsloser Enteignung der Besitzer aus der Vorkriegszeit wurde der Betrieb ab 1. August 1946 Teil der SAG Awtowelo (AWO). Otto Hesse blieb noch bis November 1947 Werksdirektor, wurde dann aber entlassen und kam anschließend für mehrere Jahre ins Gefängnis Bautzen, eine von der Sowjetischen Militäradministration in Deutschland genutzte Haftanstalt für Kriegsverbrecher, später zunehmend auch für als Stalinismus-Gegner bezeichnete politische Gefangene.
Ab 1946 wurden in Sangerhausen wieder Fahrräder gebaut, bereits 9.483 im ersten Jahr, die aber bis 1949 praktisch ausnahmslos als Reparationen in die UdSSR geliefert werden mussten.

### VEB Mifa-Werk Sangerhausen und IFA Zweiradkombinat Suhl (1950–1990)

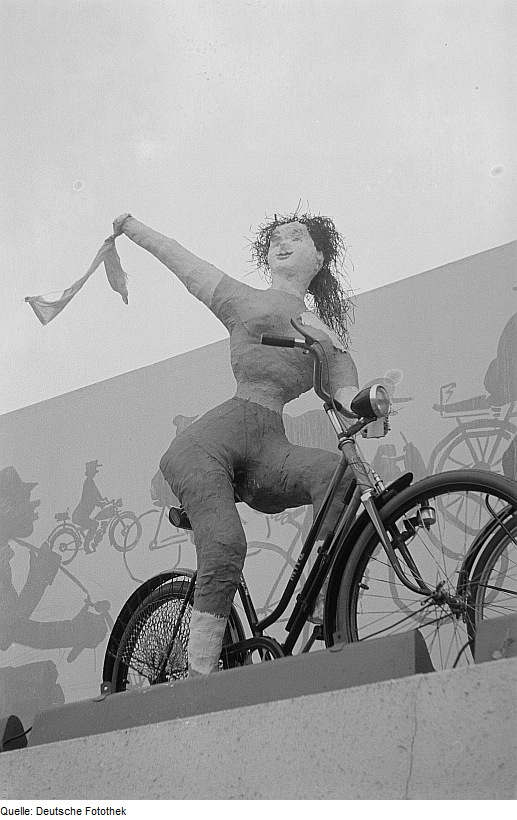
Dekorationsfigur einer fahrradfahrenden Frau auf einem Rad des VEB MIFA Fahrradwerke Sangerhausen auf der Leipziger Herbstmesse 1954

In der neu gegründeten Deutschen Demokratischen Republik wurden die Mitteldeutschen Fahrradwerke 1950 in einen Volkseigenen Betrieb umgewandelt. Im gleichen Jahr wurden von 1.100 Arbeitern etwa 117.000 Fahrräder gebaut.
Das Fertigungsprofil war in den 1950er Jahren von klassischen Tourenrädern, Sporträdern und Kinderrädern geprägt. Infolge der Sortimentsbereinigung von 1959 entfielen die Sporträder. 1967 wurde die Produktion von Klapprädern aufgenommen, von denen bis 1978 mehr als 1,5 Millionen Stück gebaut wurden und die als Klassiker der DDR-Fahrradgeschichte gelten.
1969 wurde das MIFA-Werk dem VEB IFA-Kombinat für Zweiradfahrzeuge Suhl angegliedert. Die Produktionsgebäude in Sangerhausen wurden modernisiert und um drei neue Hallen ergänzt. 1969 übernahm Mifa die Sportrad-Produktion von Diamant, da geplant war, Diamant als Fahrradhersteller aufzugeben. Am 23. August 1973 lief das 5-millionste Fahrrad seit 1946 vom Band. Große Teile der Produktion wurden exportiert, unter geändertem Markennamen auch nach Westdeutschland. Die klassischen Tourenräder mit 28-Zoll-Laufrädern wurden durch modernere 26er Tourensporträder ersetzt. Ab 1979 wurden diese zusätzlich auch als 28er angeboten. Bei Mifa wurden auch Gepäckräder, Rennräder für Kinder, Saalsporträder, Tandems (ab 1986), BMX-Fahrräder (ab 1988) und das Trekking-Rad „Exkurs“ (ab 1989) hergestellt. Ein Mountainbike sollte 1990 in Produktion gehen. Nabenschaltungen waren in der DDR nicht verfügbar, immerhin wurden die Sporträder in den 1980er Jahren zunehmend mit 3-, 5- oder 10-Gang-Kettenschaltungen ausgestattet. Nachdem der Export zeitweise gestoppt wurde, vertrieb Mifa unter anderen Markennamen wie „Exclusiv“ oder „Schneider“ in den 1980er Jahren auch wieder vermehrt Fahrräder nach Westdeutschland, wo sie das Niedrigpreissegment bedienten. Trotz gestiegener Variantenvielfalt in den 1980er Jahren war MIFA recht weit hinter den Weltstand zurückgefallen. Dies hatte seine Ursache vor allem in den veralteten Zulieferteilen wie Bremsen, Gangschaltung und Tretlager. Noch in den 1980er Jahren waren einige Modelle mit lackierten Stahlfelgen, Stempelbremse und Glockentretlager ausgestattet. Zudem verschlechterte sich die Verarbeitungsqualität. Mifa produzierte in der Zeit als volkseigener Betrieb mehr als neun Millionen Fahrräder. Das Originalarchiv des VEB Mitteldeutsche Fahrradwerke Sangerhausen wird im Landesarchiv Sachsen-Anhalt aufbewahrt.

### MDF und Fahrradtechnik Sangerhausen GmbH (FaSa) (1990–1995)
Im Jahr 1990 erfolgte die Übernahme des Betriebes durch die Treuhandanstalt. Die von der mittlerweile als MDF abgekürzten Mitteldeutschen Fahrradwerke gelieferten Räder erwiesen sich jedoch der neuen Konkurrenz gegenüber unterlegen. Der Versuch, höherwertige Fahrräder mit modernen Zulieferteilen von Shimano und mit Rahmen aus Columbus-Rohrsätzen z. B. unter dem Markennamen CYCO zu verkaufen, blieb ohne Markterfolg. Die Belegschaft wurde von 1500 auf etwa 100 Arbeiter reduziert und sämtliche Abteilungen aufgelöst, die nicht der Produktion dienten.
Im August 1993 wurden Maschinen und Lagerbestände von Urs Haymot und Franco Knill, zwei Geschäftsleuten aus der Schweiz, angekauft und der Betrieb als Fahrradtechnik Sangerhausen GmbH (FaSa) in drei von der Treuhand angemieteten Hallen aus den 1970er Jahren weitergeführt. Die übrigen Gebäude, meist noch aus der Vorkriegszeit, wurden in der Folge abgerissen. Bereits zwei Jahre später musste das Unternehmen Konkurs anmelden.

### MIFA Mitteldeutsche Fahrradwerke GmbH und MIFA Mitteldeutsche Fahrradwerke AG (1996–2014)

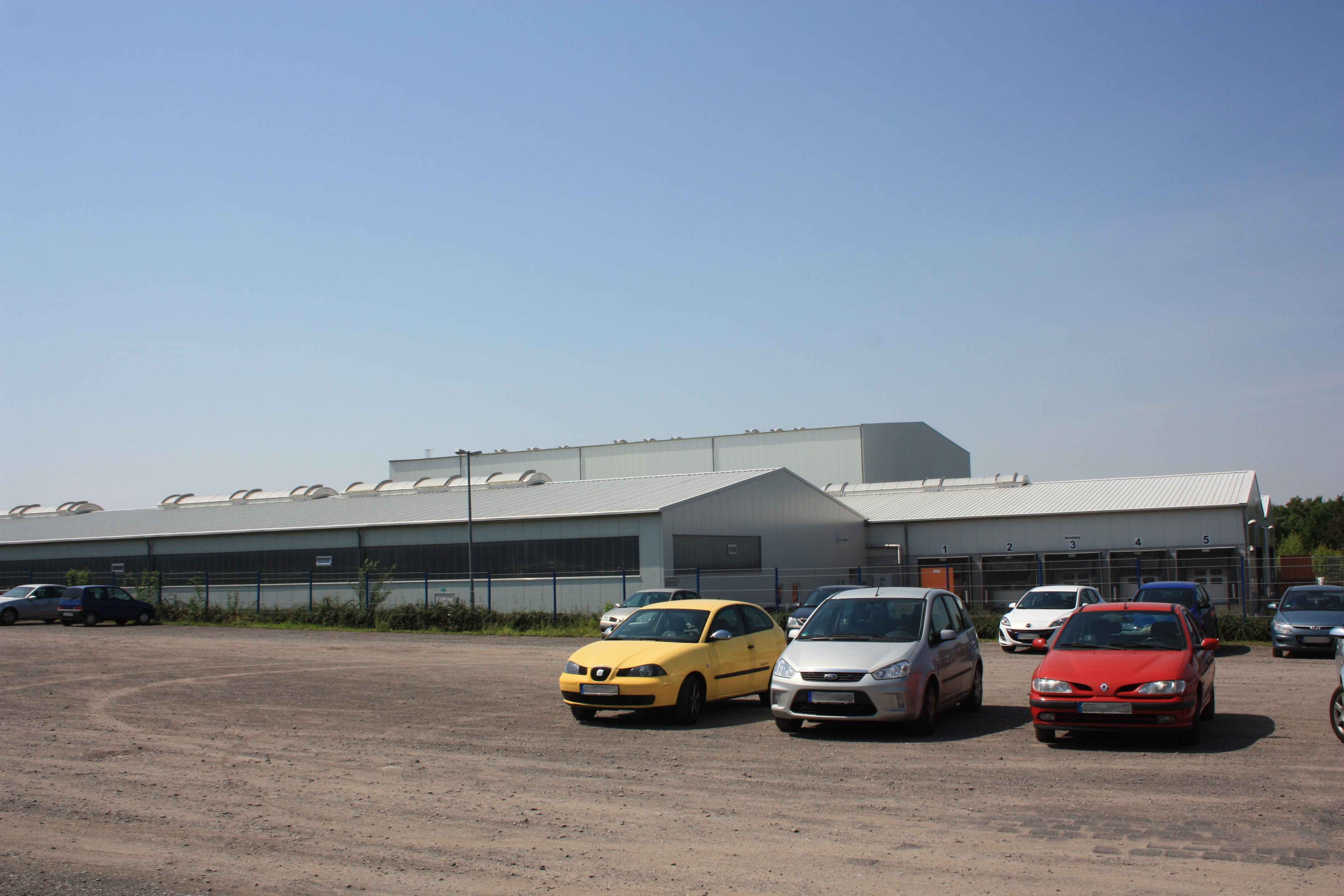
Fahrradfabrik Sangerhausen im Jahr 2012

1996 erwarben Peter Wicht und Michael Lehmann die Mehrheit an der Auffanggesellschaft, kehrten durch Umbenennung in Mitteldeutsche Fahrradwerke GmbH wieder zum traditionsreichen Namen zurück und konzentrierten sich ab 1999 auf den Vertrieb für Handelsketten und Versandhäuser. Ab Mai 2004 wurden die Aktien der MIFA an der Börse Frankfurt gehandelt. Im gleichen Jahr produzierte das Unternehmen 737.000 Fahrräder und erzielte einen Umsatz von 82,91 Millionen Euro.
Im Jahr 2006 übernahm MIFA für acht Millionen Euro Lagerbestände und Kundenverträge der Biria-Gruppe. Der direkte Konkurrent war in Schwierigkeiten geraten und gehörte seit Dezember 2005 der amerikanischen Investmentgesellschaft Lone Star. Den Kaufpreis zahlte MIFA durch eine Kapitalerhöhung um 2 Mio. auf 8 Mio. Euro und Ausgabe neuer Aktien an Lone Star, die damit anschließend zu 25 % an MIFA beteiligt war. Das Biria-Fahrradwerk in Neukirch/Lausitz wurde von Lone Star zum Jahresende 2006 geschlossen, die Biria-Tochter Bike Systems GmbH mit Fertigung in Nordhausen war im August 2007 insolvent. Marcus Brüning, Interims-Chef bei Bike Systems, war im April 2007 in den Vorstand der MIFA gewechselt, Aufträge von der MIFA blieben aus. Ein von den Mitarbeitern in Nordhausen zuletzt noch aus Protest gegen Lone Star gefertigtes rotes „Strike-Bike“ brachte einige Aufmerksamkeit aus Medien und Politik, konnte die Marktbereinigung zugunsten der MIFA aber nicht aufhalten. Im ersten Quartal 2008 meldete MIFA einen Umsatzrückgang von ca. 10 % zum Vorjahresquartal, aber eine Gewinnsteigerung von 20 %. Im Zuge der Wirtschaftskrise sank sowohl die Zahl der verkauften Fahrräder (auf 614.000 Stück im Jahr 2009) als auch die Zahl der Beschäftigten.
Im Oktober 2011 übernahm der Finanzunternehmer Carsten Maschmeyer von Michael Lehmann einen Anteil von knapp 29 % am Unternehmen. Er stockte seinen Anteil im März 2012 auf 33 % auf, was ihn zum größten Einzelaktionär machte. Zugleich erhöhte Vorstandsvorsitzender Wicht seinen eigenen Anteil ebenfalls auf über 30 % und war damit zweitgrößter Aktionär.
Im März 2012 wurde die Grace GmbH & Co. KG übernommen, ein Hersteller von Elektrofahrrädern in Berlin. Im August 2012 erfolgte die Übernahme des bayerischen Fahrradherstellers Steppenwolf, der kurz zuvor Insolvenz angemeldet hatte. Im Geschäftsjahr 2012 verkaufte die MIFA 546.000 Fahrräder (2011: 644.000 Stück). Dabei erzielte sie einen Umsatz von 111,3 Mio. Euro. E-Bikes machten dabei einen Anteil von 30 Prozent des Umsatzes aus (2011 betrug der Anteil 12,5 Prozent).
Mitte März 2014 erwies sich bei der Erstellung der Jahresbilanz für 2013, dass MIFA im abgelaufenen Geschäftsjahr einen Fehlbetrag von 15 Millionen Euro und auch in den Jahren davor schon Verluste eingefahren hatte. Bei den vorläufigen Geschäftszahlen für 2013 wurde ein Umsatz von 110,7 Mio. Euro ermittelt. Das Bekanntwerden der Details führte zu einem Kursverlust der Mifa-Aktie von etwa 50 % innerhalb weniger Tage. Im April 2014 trat Unternehmensvorstand und Großaktionär Peter Wicht zurück, gegen den ein Ermittlungsverfahren wegen Anlagebetrugs eingeleitet wurde. Der Landkreis Mansfeld-Südharz erwarb im gleichen Jahr das Betriebsgrundstück in Sangerhausen für 5,7 Millionen Euro. Durch „frisches Geld“ wollte man das schwer angeschlagene Unternehmen retten. Der Betrag sollte über die folgenden 15 Jahre durch Mietzahlungen wieder an den Landkreis zurückfließen.
Im August 2014 kündigte der indische Hersteller Hero Cycles an, 60 % der Anteile von MIFA für 15 Millionen Euro zu übernehmen. Weitere 4 Millionen Euro sollten in die Umstrukturierung des Unternehmens investiert werden. Bis Ende September 2014 hatte man die Verhandlungen jedoch abgebrochen. Aus Kreisen des Mifa-Vorstands warf man Hero Cycles vor, sie hätten sich Fertigungsprozesse abgeschaut und für den Bau einer neuen eigenen Fabrik in Asien verwendet. Am 29. September 2014 beantragte das Unternehmen beim zuständigen Amtsgericht Halle (Saale) die Insolvenz.
Im Oktober 2014 erwarb die Deutsche Balaton AG rund 16 % des MIFA-Aktienkapitals (1.575.000 Aktien) und stellte ein „alternatives Restrukturierungskonzept“ vor. Für den Fall, dass das Restrukturierungskonzept nicht umgesetzt werden könnte, war mit dem Verkäufer eine Rückabwicklung des Kaufs vereinbart.

### MIFA-Bike Gesellschaft mbh (2014–2017)
Am 11. Dezember 2014 übernahm die Familie um den Unternehmer Heinrich von Nathusius den Fahrradhersteller im Zuge eines Asset Deals. Die Übernahme erfolgte rückwirkend zum 1. Dezember. Das Land Sachsen-Anhalt unterstützte den Kauf mit einem Kredit im „niedrigen zweistelligen Millionenbereich“ durch die Investitionsbank Sachsen-Anhalt und durch Übernahme einer Landesbürgschaft. Der Unternehmensname wurde auf MIFA-Bike Gesellschaft mbh geändert. Ende Dezember 2016 wurde in Sangerhausen ein neues Werk für 17 Millionen Euro in Betrieb genommen.
Aufkommende Gerüchte in den Medien über finanzielle Schwierigkeiten des Unternehmens wurden von seinen Eigentümern zunächst zurückgewiesen. Am 4. Januar 2017 stellte die Geschäftsleitung beim Amtsgericht jedoch Antrag auf Insolvenz in Eigenverantwortung. Geschäftsführer Heinrich von Nathusius schied aus dem Unternehmen aus. Nach Ablauf von drei Monaten Schonfrist wurde Ende März das reguläre Insolvenzverfahren eröffnet. Verkaufsverhandlungen mit der Unternehmerfamilie Puello aus Schweinfurt scheiterten Ende Mai an der neuen Halle, die wohl aus privaten Mitteln finanziert worden war und nicht zum Firmenvermögen gehörte. Am 1. Juli 2017 stand bereits die Zerschlagung des Unternehmens bevor. Im Juli 2017 informierte der Insolvenzverwalter, man habe sich mit dem Coburger Manager Stefan Zubcic geeinigt. Zubcic hatte drei Jahre zuvor den Automobilzulieferer Sachsenring erworben und beabsichtigte nun, die MIFA-Fahrradproduktion unter der Firma Sachsenring Bike Manufaktur weiterzuführen.

### Sachsenring Bike Manufaktur GmbH (2017–2020)
Die Produktion lief unter der neu gegründeten Gesellschaft mit 130 der ehemals fast 600 Beschäftigten in der alten Produktionshalle wieder an. Die übrige Mifa-Bike ebenso wie die neue Halle blieben im Eigentum der Familie von Nathusius. Auch Zubcic hatte abgelehnt, den geforderten Preis für die Halle zu zahlen. Nach Kurzarbeit in den ersten Monaten wurde Anfang 2018 auf reguläre Produktion umgestellt, mit dem Ziel, eine Jahresproduktion von etwa 200.000 Fahrrädern zu erreichen. Als Abnehmer wurden in etwa wieder die gleichen Kunden gewonnen, die man zuvor auch als Mifa beliefert hatte, vor allem große deutsche Discountketten. Beliefert wird 2019 auch der Fahrradverleiher nextbike. Am 17. November 2020 meldete auch dieses Unternehmen Insolvenz an.

### Zweirad Union e-Mobility GmbH & Produktion Co. KG (ab 2021)
Der Insolvenzverwalter Philipp Hackländer von White & Case teilte am 16. Februar 2021 mit, dass die von mehreren deutschen und internationalen Investoren neu gegründete Zweirad Union e-Mobility GmbH 75 von den zuletzt etwa 120 Mitarbeitern übernimmt und die Fahrradproduktion am alten Mifa-Standort fortsetzen wird.

## Produktion
Die Einzelteile werden überwiegend weltweit eingekauft, in Sangerhausen folgen vor allem Lackierung und Endmontage. Schon zum Börsengang im Jahr 2004 beschrieb das Unternehmen seine Fertigung mit der Devise „Global einkaufen, vor Ort verarbeiten“. Die Firmenleitung unter Peter Wicht stand häufig für besonders niedrige Stundenlöhne in der Kritik, verwies aber darauf, man setze für die Wettbewerbsfähigkeit beim Preis gegenüber der Konkurrenz aus China nicht auf Lohnkostendumping, sondern auf moderne Fertigung und neue Produkte wie z. B. die seit dem Kauf von Grace produzierten E-Bikes.

## Trivia
Wie auch für viele andere Betriebe in der Deutschen Demokratischen Republik waren zahlreiche Sprüche im Umlauf, mit denen das MIFA-Werk und seine Produkte spöttisch „auf die Schippe genommen“ wurden. Darunter vor allem: „Wer Mifa fährt, fährt nie verkehrt, weil Mifa überhaupt nicht fährt“ oder auch „ein Stückchen Blech, ein Stückchen Draht, und fertig ist das Mifa-Rad“ bis hin zu „Wer Mifa fährt, ist Dresche wert“. Teilweise wurde die Abkürzung MIFA auch als „MIst-FAhrrad“ verstanden. Die Sprüche dienten auch zur Abgrenzung von Diamant-Fahrrädern, die ein höheres Ansehen genossen und vor allem in den 1950er und 1960er Jahren tatsächlich hochwertiger waren.

## Markennamen

### Qualitäts- und Eigenmarken
- „Barbarossa“ und „Million“ (1907–1912)
- „MIFA“ oder „Mifa“ (ab 1912)
- „Siegfried“ (um 1970, Export in die BRD)[33]
- „Exclusiv“ (1980–1990) DDR-Exportfahrräder
- „Steppenwolf“ (seit Erwerb der Markenrechte 2012)
- „GRACE“ (seit Übernahme des gleichnamigen E-Bike-Herstellers 2012)
- „VAUN“ (seit 2016)
- „Zündapp“ (2014–2017)
- „NCM“

### Handelsmarken für Versandhandel, Bau- und Supermärkte
- „La Strada“
- „Cyco“
- „Germatec“
- „FunLiner“
- „McKenzie“
- „BIRIA“ (seit Erwerb der Markenrechte der ehemaligen Biria 2006), häufig mit dem Zusatz „made by MIFA“
- „JUNG“
- „Mifa“
- „Curtis“

## Modelle (Auswahl)

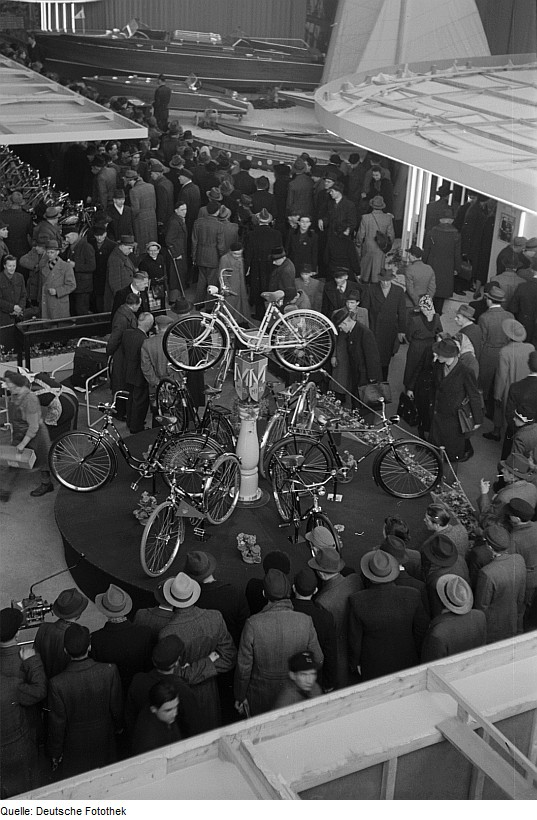
Fahrräder am MIFA-Stand auf der Leipziger Messe 1951
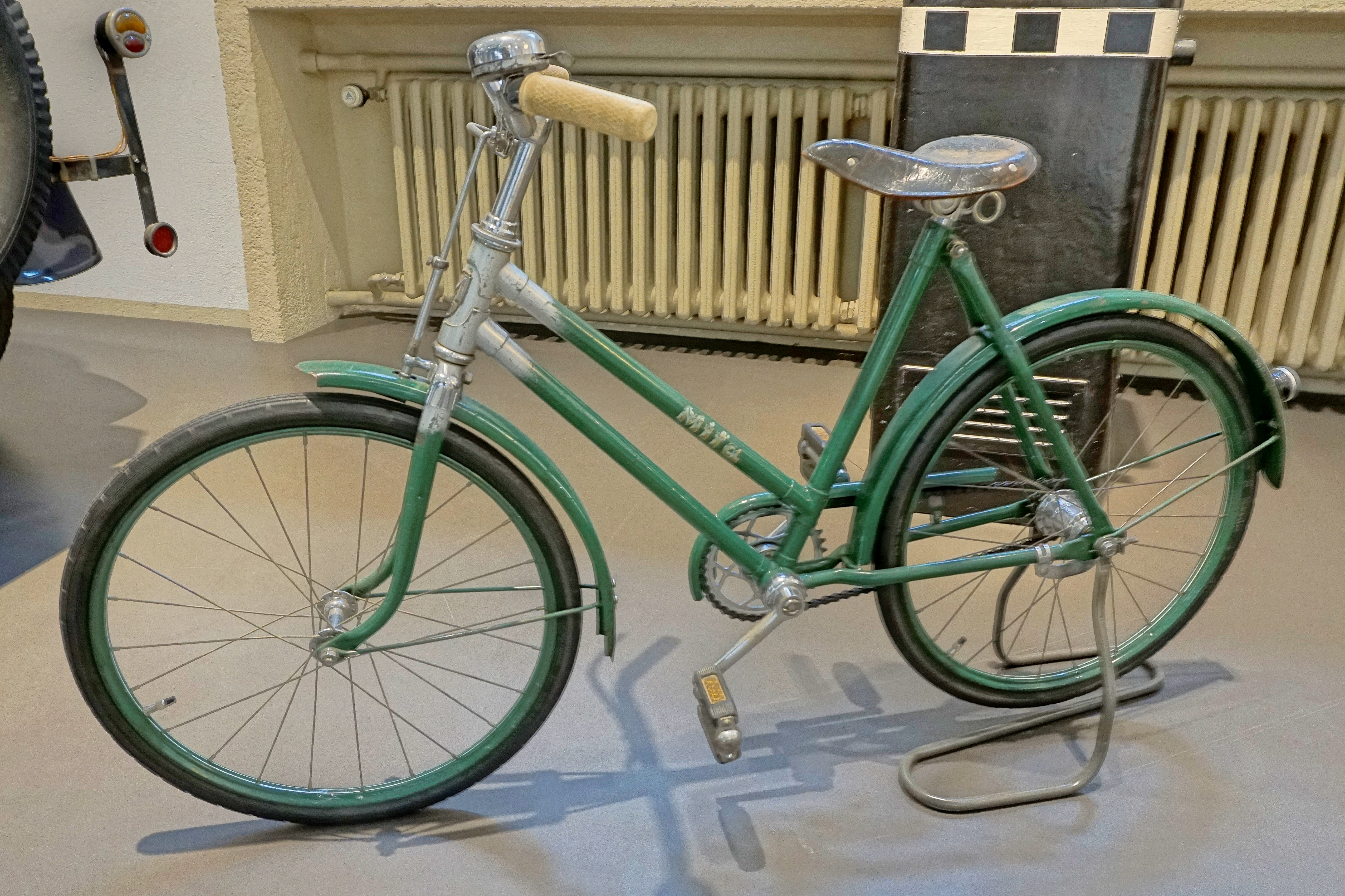
Mifa Kinderfahrrad „Modell S 8“, Baujahr 1955 (Verkehrsmuseum Dresden)
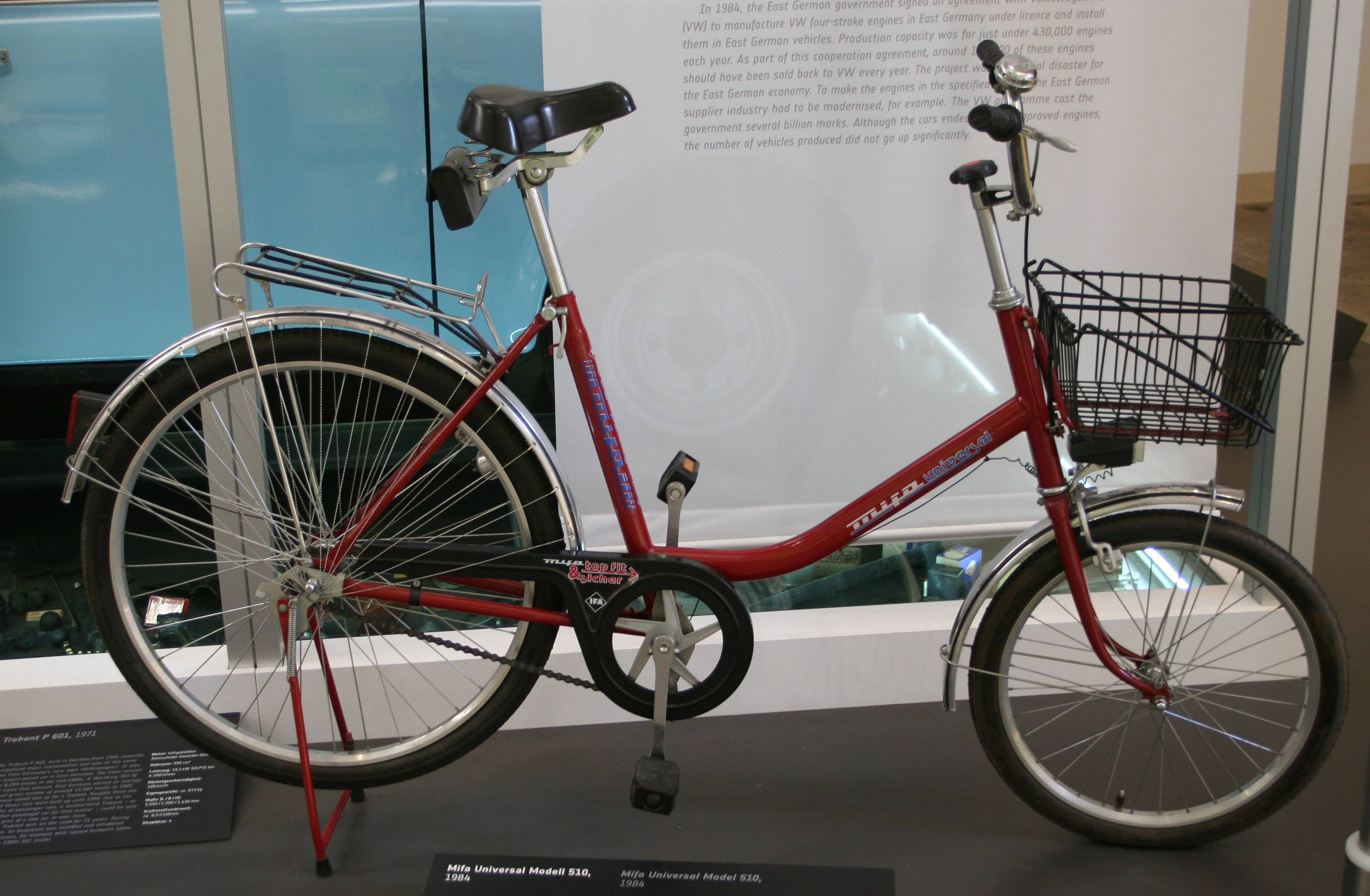
Mifa „Universal Modell 510“, Baujahr 1984 (Verkehrsmuseum Dresden)
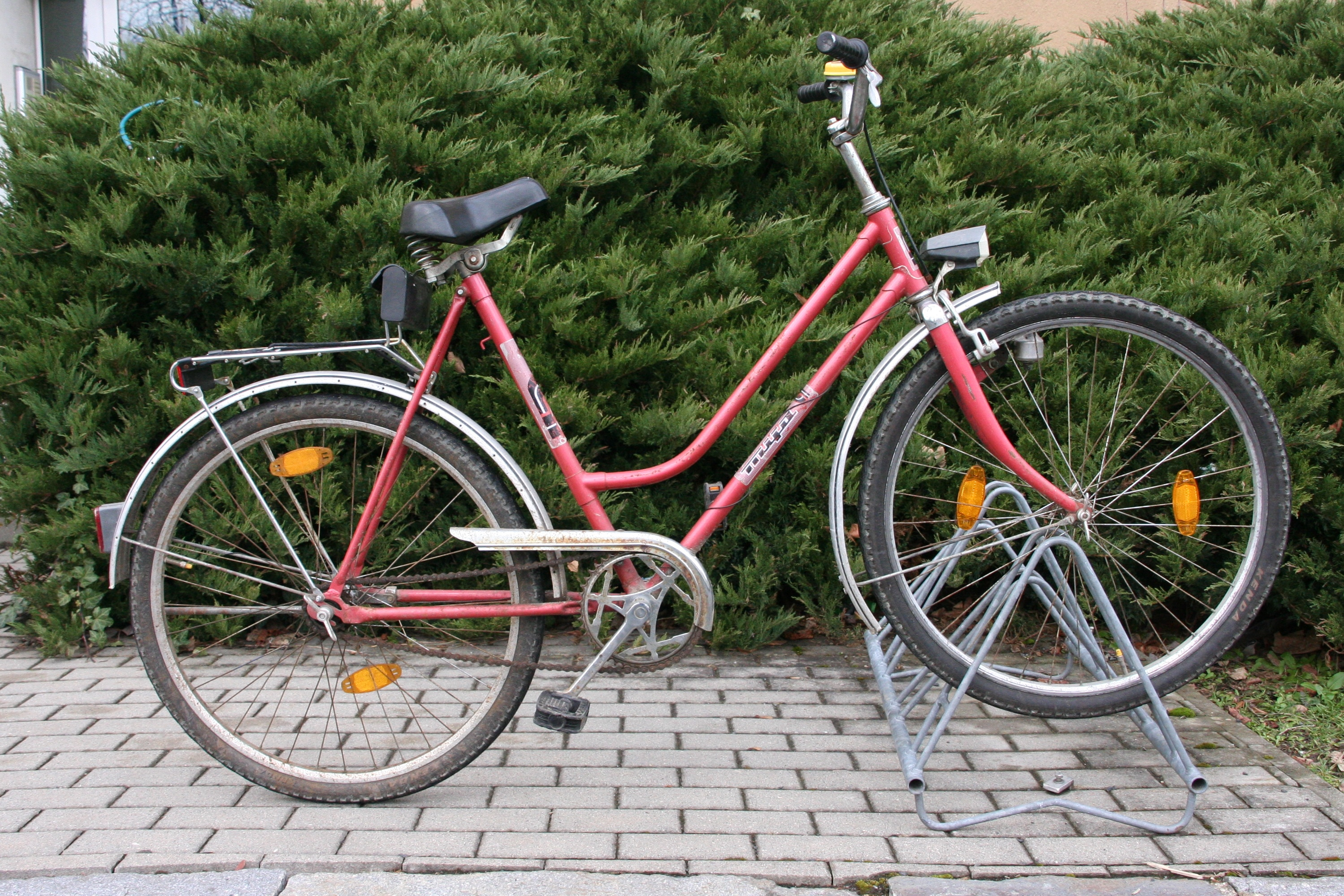
Mifa „Modell 160“, Baujahr 1985
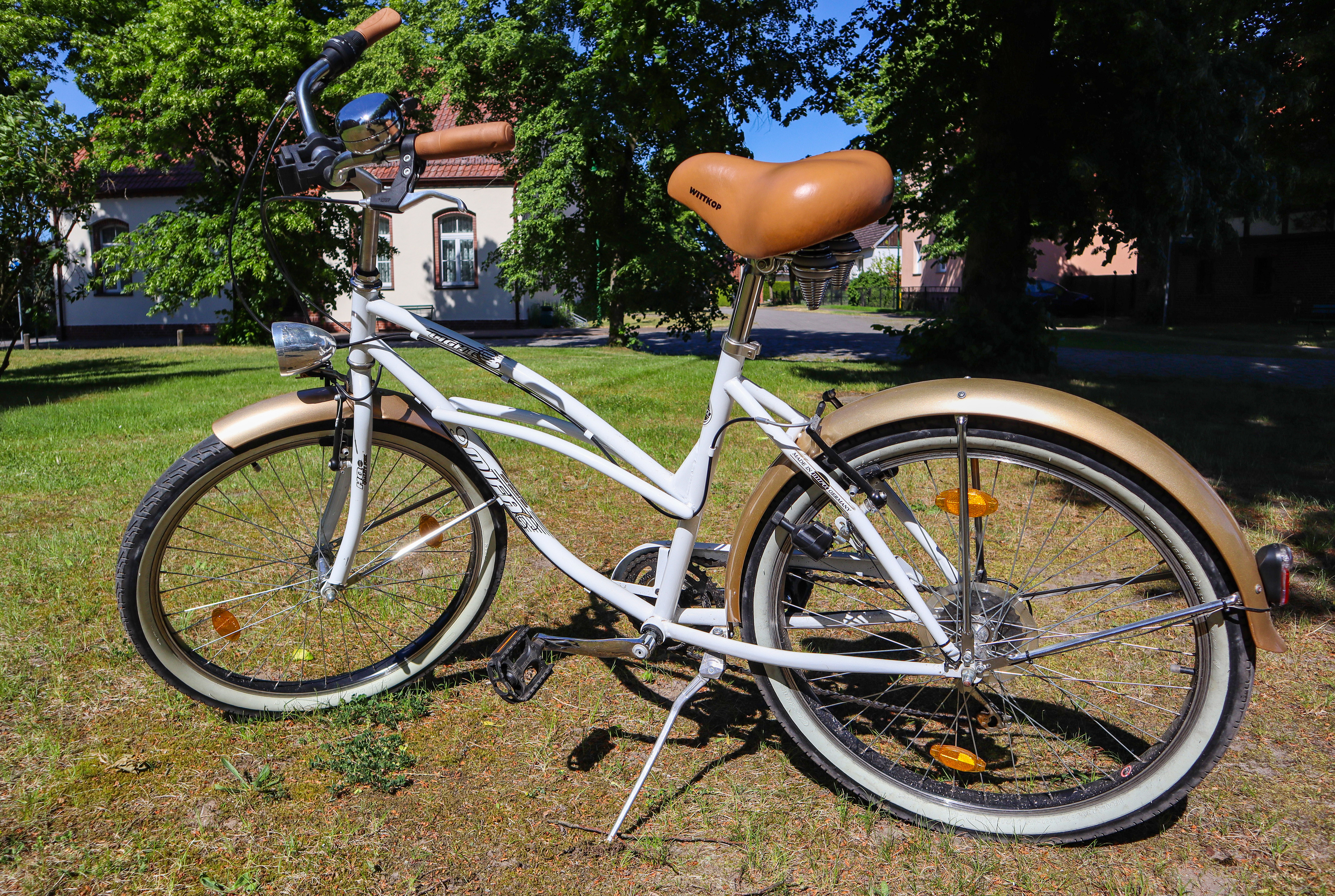
Beachcruiser für Damen
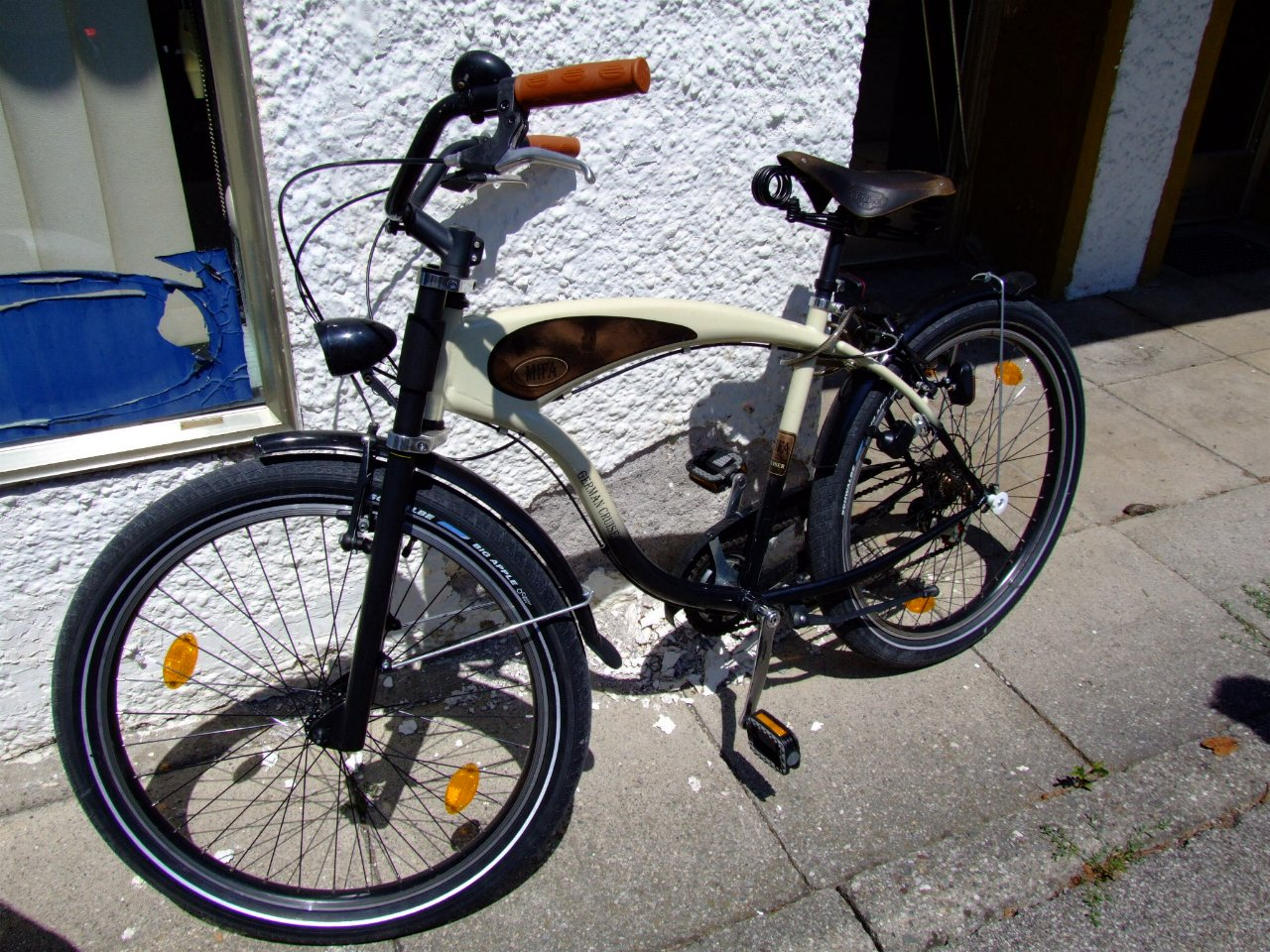
MIFA „German Cruiser“, um 2006
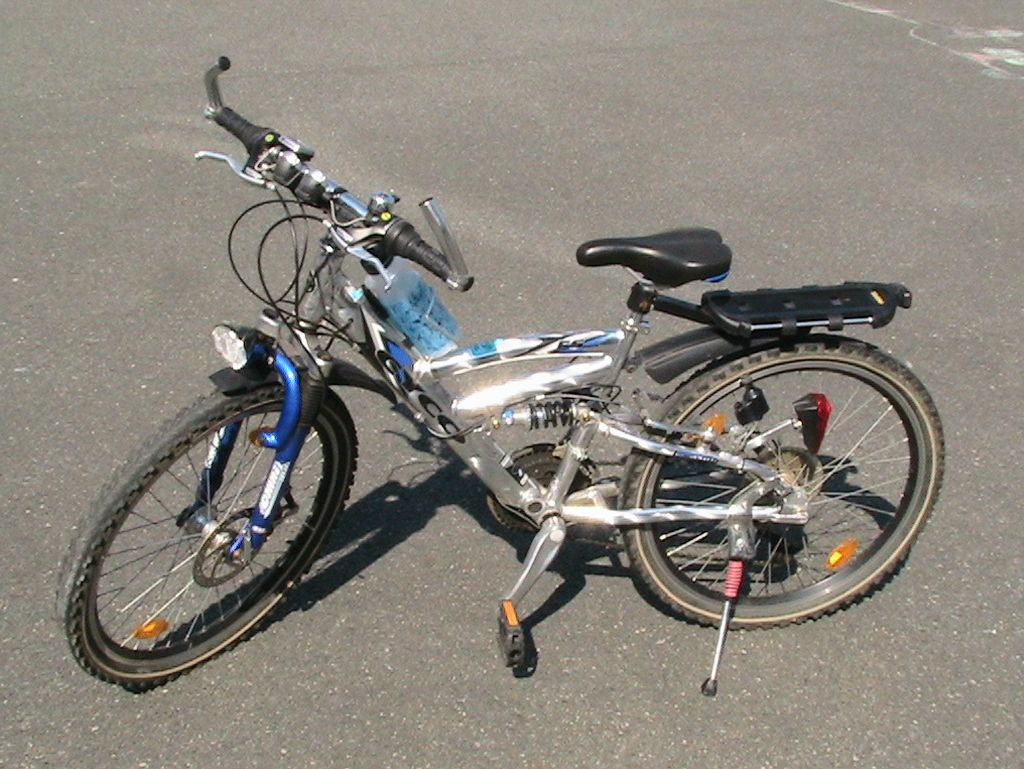
Cyco Jugendrad, um 2007
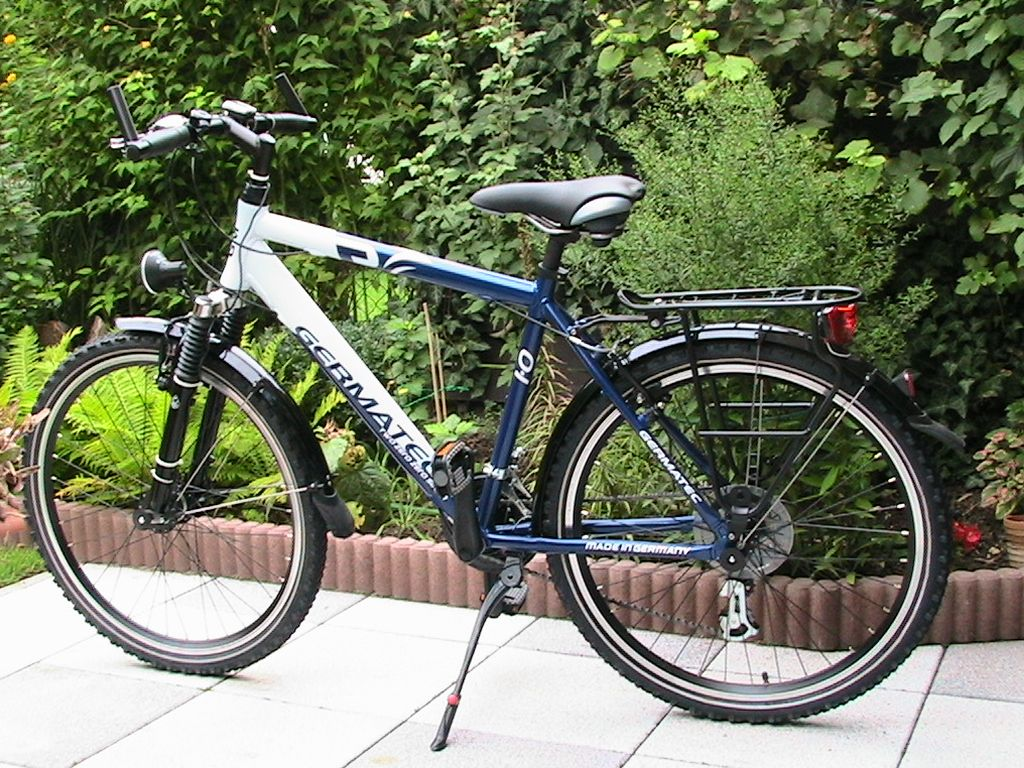
Germatec MTB, um 2007
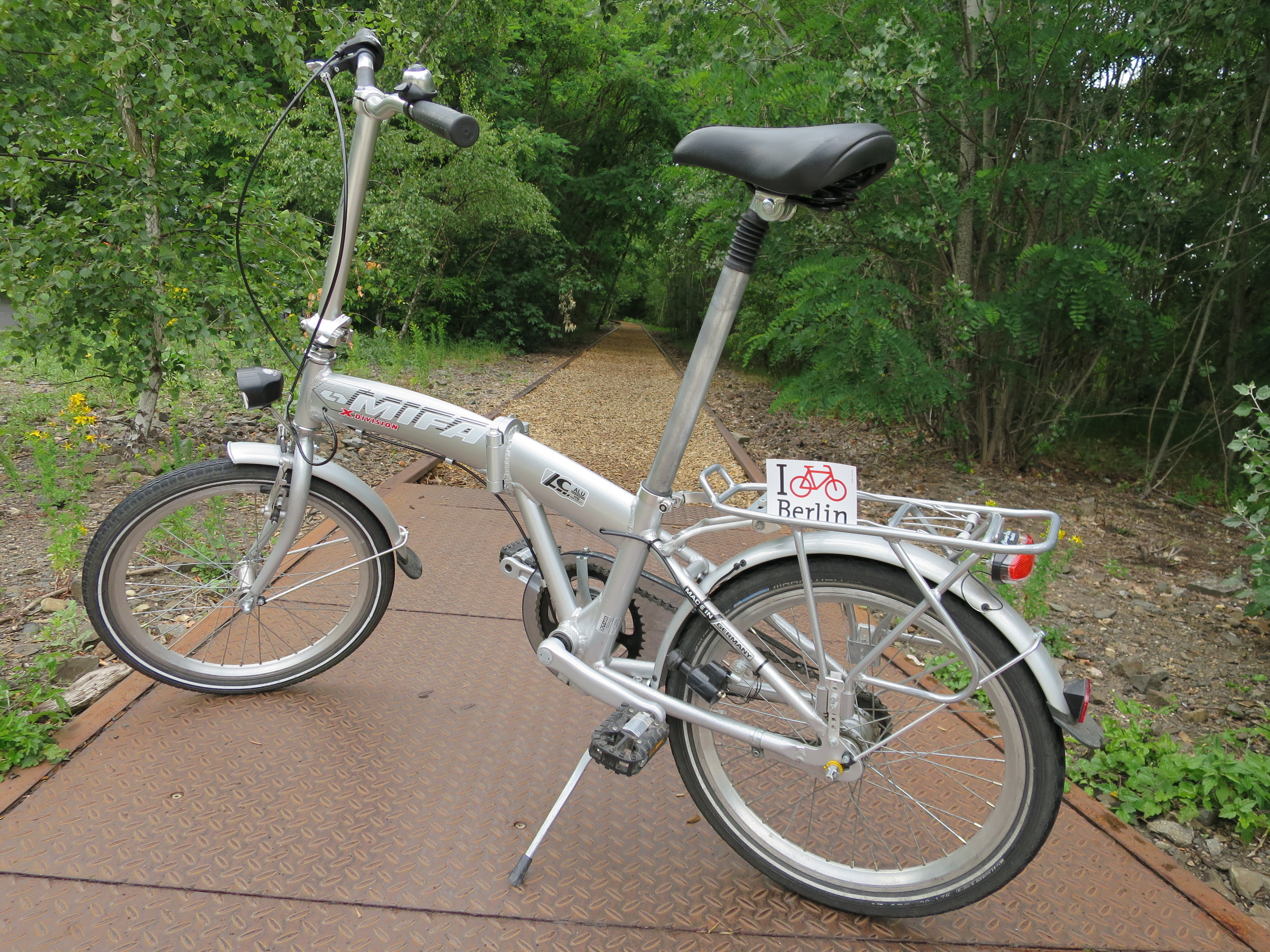
MIFA Klapprad, um 2015